# Ali Al-Busaidi
Ali Sulaiman Rashid Al-Busaidi, általában csak Ali Al-Busaidi (arabul: علي بن سليمان البوسعيدي; Sohar, 1991. január 21. –) ománi labdarúgó, az élvonalbeli Al-Nahda Club középpályása.

## Pályafutása

### A válogatottban
2013. október 9-én debütált az ománi válogatottban a Mauritániával vívott barátságos mérkőzésen. 2019-ben behívták az Ázsia-kupára készülő keretbe.

## Sikerei, díjai
Al-Nahda
- Ománi szuperkupa: 2014